# شواطئ بحرية صخرية

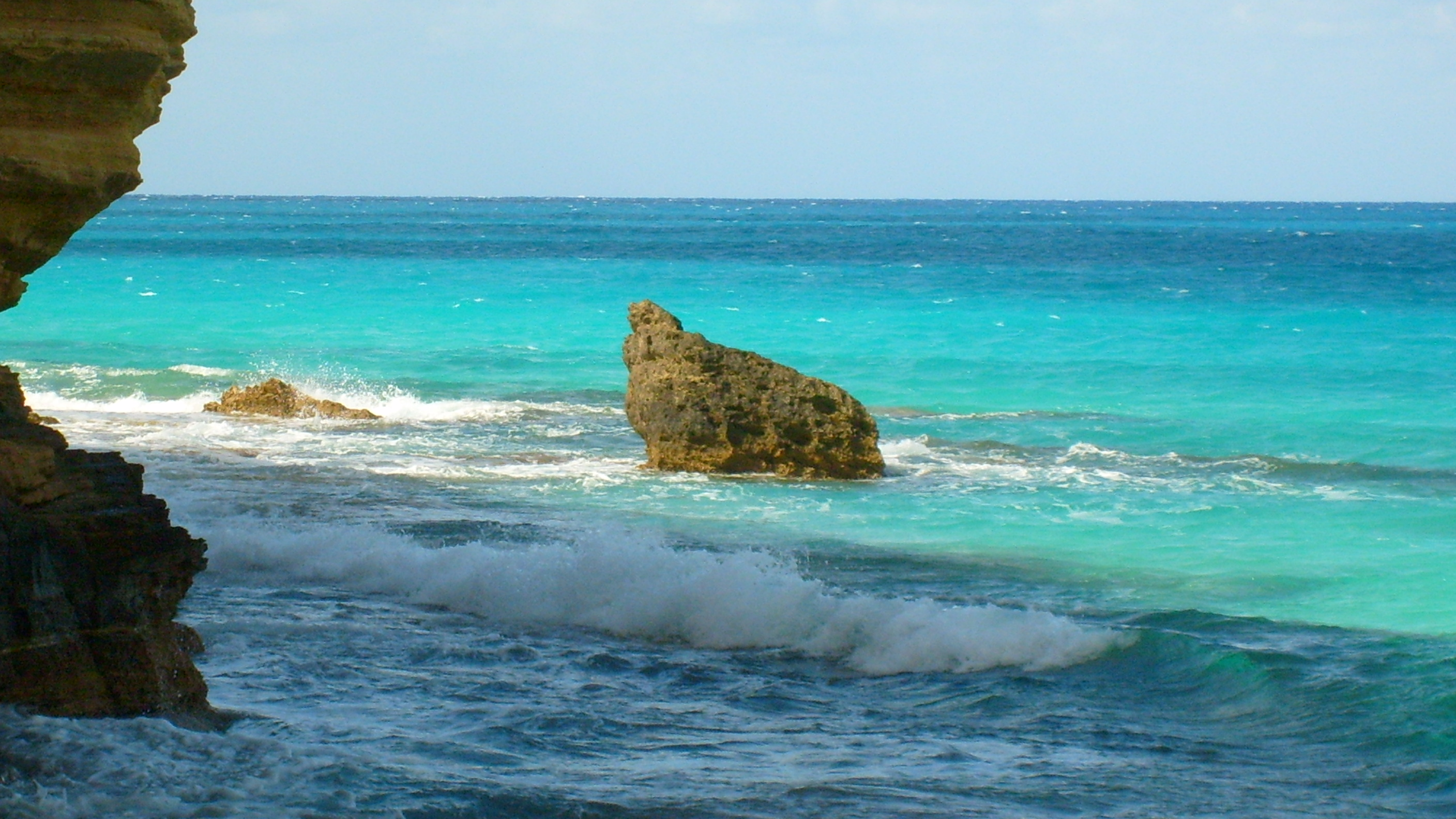
شاطئ عجيبة مرسى مطروح بمصر

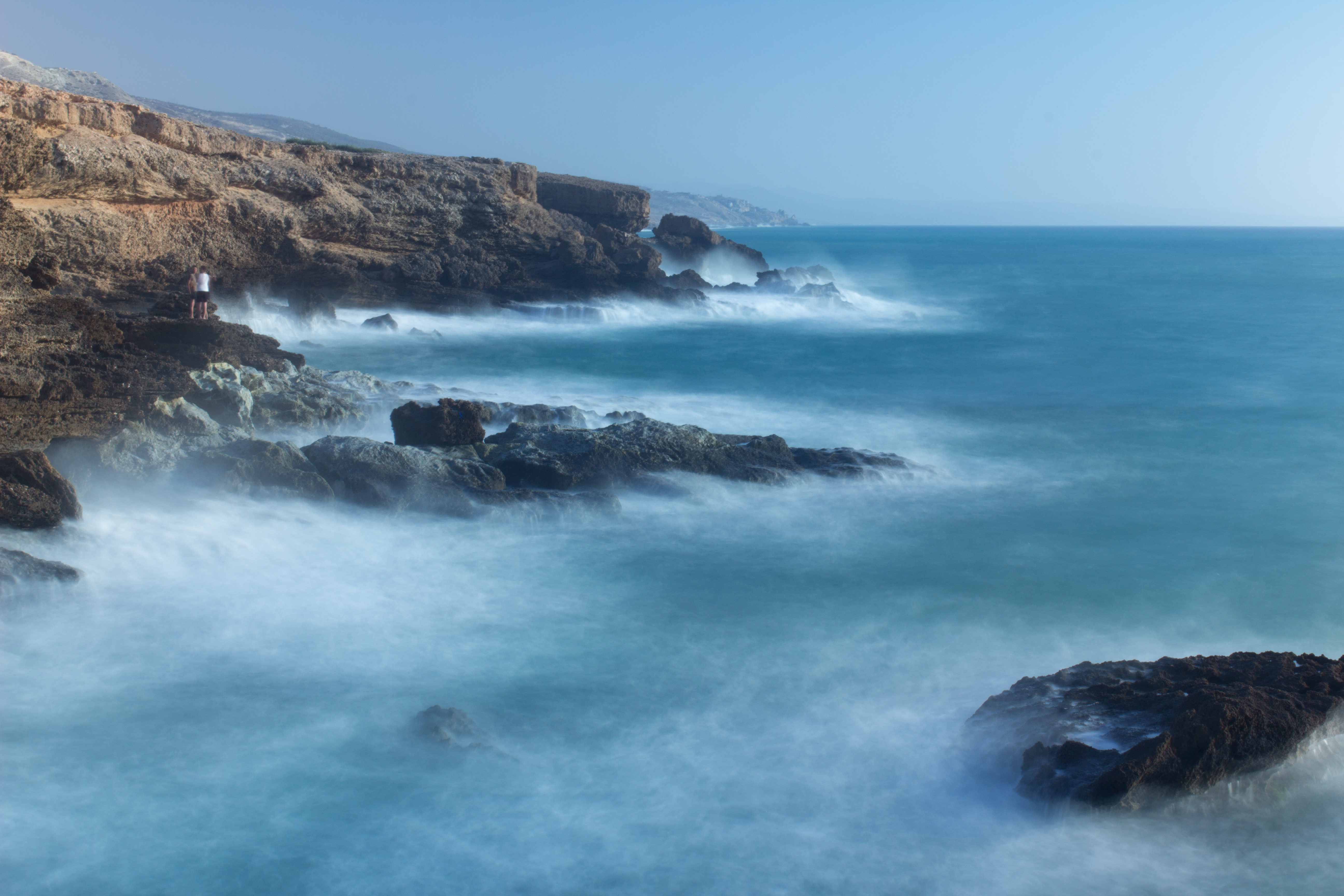
صخور بحرية على ساحل البحر الأبيض المتوسط شمال المملكة المغربية

الشواطئ البحرية الصخرية (بالإنجليزية: Marine Rocky Shore)‏ تتكون الأراضي الساحلية من الرمل والحصى و كثيرا ما تكون مناطق المد والجزر مناطق صخرية .
و تتواجد في هذه البيئة بعض أنواع من الطحالب والأعشاب البحرية التي تقوم بعملية البناء الضوئي و أكثر حيوانات هذه البيئة من اللافقاريات باستثناء بعض أنواع الأسماك و بعض أنواع الطيور التي تتغذى عليها .